# Oratorio del Pianuccio
L'oratorio del Pianuccio si trova a Montebradoni, località di Volterra, in provincia di Pisa, diocesi di Volterra.

## Storia e descrizione
Fu eretto sul luogo dove è fama che nel III secolo abbiano subito il martirio le sante volterrane Attinia e Greciniana.